# Copaene
Die Copaene sind eine Gruppe von öligen, flüssigen Kohlenwasserstoffen, die in einer Reihe von ätherische Öle produzierenden Pflanzen vorkommen. Der Name leitet sich vom harzproduzierenden tropischen Baum Copaifera langsdorffii ab, aus dem eine der Verbindungen erstmals 1914 isoliert wurde.
|  |  |  |

| keine Einstufung verfügbar |

Die Struktur von (−)-α-Copaen, einschließlich der Chiralität, wurde 1963 bestimmt.
Das Doppelbindungsisomer (−)-β-Copaen ist gekennzeichnet durch eine exocyclische Methylengruppe und wurde 1967 erstmals beschrieben.
Chemisch gesehen sind die Copaene tricyclische Sesquiterpene. Die Moleküle sind chiral, wobei das in höheren Pflanzen am häufigsten vorkommende α-Copaen-Enantiomer eine negative optische Drehung von etwa −6° aufweist. Das seltene (+)-α-Copaen kommt in geringen Mengen auch in einigen Pflanzen vor. Es ist von wirtschaftlicher Bedeutung, weil es einen landwirtschaftlichen Schädling, die Mittelmeerfruchtfliege Ceratitis capitata, stark anlockt.